# Joseph Dudley
Joseph Dudley, ameriški sodnik in politik, * 23. september 1647, Roxbury, Massachusetts, † 2. april 1720, Roxbury, Massachusetts.
Dudley je bil kolonialni guverner Massachusettsa med letoma 1702 in 1715.